# 이시바시 료
이시바시 료(Ryo Ishibashi, 1956년 7월 20일 ~ )는 일본의 배우, 가수, 음악가, 텔레비전 배우이다.
구루메시에서 태어났다.

## 방송
- 마음의 상처를 치유하는 것
- 대상
- 미해결 사건 File 05. 록히드 사건
- 메가뱅크 최종결전
- 하나사키 마이가 잠자코 있지 않아 시즌2

## 영화
- 대상 (2016년)
- 메가뱅크 최종결전 (2016년)
- 스기하라 지우네 (2015년)
- 나이프의 행방 (2014년)
- 트와일라잇 사사라 사야 (2014년)
- 주가폭락 (2014년)
- 결혼하지 않는다 (2012년) - 히구치 토루 역
- 외사경찰 (2012년) - 아리가 쇼타로 역
- 미츠코, 출산하다 (2011년) - 코다마 지로 역
- 역전재판 (2011년) - 카루마 역
- 하카마다 사건 - 일본판 변호인 (2010년)
- 뮤 MW (2009년) - 사와키 카즈유키 역
- 네이키드웨폰 - 사소리 (2008년)
- 인주: 더 비스트 인 더 섀도우 (2008년)
- 군계 (2007년)
- 마스터즈 오브 호러 시즌 2 에피소드 13 - 악몽의 크루즈 (2007년)
- 범인에게 고한다 (2007년)
- 워 (2007) - 시로 야나가와 역
- 가장 무서운 이야기 (2006년)
- 와루 (2006년)
- 46억년의 사랑 (2006년)
- 여왕벌 (2006년)
- 윤무곡-론도 (2006년) - 이사키 요시히코 역
- 그루지 2 (2006년) - 나카가와 역
- 마지막 사랑, 첫사랑 (2004년)
- 그루지 (2004년)
- 문 차일드 (2003년)
- 게@임 (2003년) - 카츠토시 카츠라기 역
- 아이키 (2002년) - 히라이시 마사츠구 역
- 도그 스타 (2002년)
- 자살 클럽 (2002년) - 쿠로다 형사 역
- 살해 (2000년)
- 브라더 (2000년)
- 오디션 (1999년) - 아오야마 시게하루 역
- 잠자는 숲 (1998년)
- 무국적의 남자 피의 수확 (1997년)
- 차가운 피 (1997년)
- 야쿠자의 아내들: 위험한 내기 (1996년)
- 두 명의 펑크 (1996년)
- 아메리칸 신디케이트 2 - 백 투 백 (1996년)
- 키즈 리턴 (1996년)
- 신 슬픈 히트맨 (1995년)
- 크로싱 가드 (1995년)
- 블루 타이거 (1994년)
- 아메리칸 신디케이트 (1993년)
- A사인 데이즈 (1989년)
- 아 호 만스 (1986년)